# Keb' Mo' (album)
Keb' Mo' è il secondo album in studio del musicista statunitense Keb' Mo', pubblicato nel 1994.

## Tracce
1. Every Morning – 3:00
2. Tell Everybody I Know – 3:10
3. Love Blues – 3:02
4. Victims of Comfort – 3:21
5. Angelina – 3:47
6. Anybody Seen My Girl – 2:56
7. She Just Wants to Dance – 3:29
8. Am I Wrong – 2:19
9. Come On in My Kitchen – 4:09
10. Dirty, Low Down and Bad – 3:08
11. Don't Try to Explain – 3:58
12. Kindhearted Woman Blues – 3:29
13. City Boy – 4:05